# Pllajnik
Pllajnik (serb. Плајник, Plajnik) – wieś w Kosowie, w regionie Prizren, w gminie Dragaš. W 2011 roku liczyła 405 mieszkańców. 